# Sommerakademie
Als Sommerakademie werden Bildungsveranstaltungen zu unterschiedlichen Themen und für unterschiedliche Zielgruppen bezeichnet. Sie dienen der beruflichen und privaten Fort- und Weiterbildung, ohne einen qualifizierten Abschluss anzubieten. 
Der Begriff der Summer school kommt aus dem angloamerikanischen Schul- und Hochschulwesen. Schulen bieten in den Sommerferien Nachhilfe und Kurse für die Freizeitgestaltung an; die Summer school in Colleges und Universitäten umfasst Postgraduate-Bildung und Symposion-artige Spezialkurse. Diese Form ist auch in Europa (z. B. an der Sorbonne in Paris) und in der Begabtenförderung durch Stipendienwerke üblich geworden.
Von den Sommerakademien für Studenten und für junge Wissenschaftler zu unterscheiden sind die von vielen Universitäten angebotenen Sommerschulen, die Schülern der 9.–11. Klassenstufe einen Einblick in ein künftiges Studium vermitteln und dabei Themen ansprechen und Arbeitsformen vorstellen, die nicht zum üblichen Schul-Curriculum gehören.

## Gegensatz zur Winterschule
Die sogenannten Winterschulen benennen Ausbildungsgänge im gewerblichen Umfeld, für Landwirte, Handwerker und auch Landfrauen, die ab Mitte des 19. Jahrhunderts außerhalb der arbeitsintensiven sommerlichen Jahreszeit angeboten wurden. Einige dieser Winterschulen führten auch zur Etablierung von akademischen Ausbildungsgängen, insbesondere im technischen und agrarwissenschaftlichen Bereich. 

## Sommerakademien (alphabetisch nach Orten)
- Internationale Theologische Sommerakademie in Aigen-Schlägl, Oberösterreich
- Franz-Schubert-Institut, Baden bei Wien
- Sommeruniversität für Frauen in Berlin
- Stiftung Sommerakademie im Zentrum Paul Klee in Bern
- Thüringische Sommerakademie in Böhlen
- Internationale Sommerakademie Bosau, Schleswig-Holstein
- Internationale Sommerakademie Ettal zur Ausbildung von Nachwuchsmusikern
- Pentiment – Internationale Sommerakademie für Kunst und Design, Hamburg
- Munich International Summer University (MISU) an der LMU München
- Sommerakademie Neuburg an der Donau
- SommerMusikAkademie Schloss Hundisburg, Sachsen-Anhalt
- Internationale Sommerakademie für Bildende Kunst Salzburg
- JIMS – summer academy for Jazz and Improvised Music Salzburg